# Peregocetus
Peregocetus – rodzaj wymarłego prawalenia z rodziny Protocetidae żyjącego w środkowym eocenie (42,6 mln lat temu), najstarszy znany czworonożny waleń zamieszkujący Ocean Spokojny i półkulę południową. Opisany na przykładzie szczątków okazu gatunku typowego Peregocetus pacificus, najbardziej kompletnych z odkrytych poza Indiami i Pakistanem, gdzie powstała ta grupa zwierząt. Osiągał do 4 m długości z ogonem, który budową przypominał ogon bobrów i wydr, co wskazuje na jego duże znaczenie w manewrowaniu w wodzie, natomiast budowa kończyn, obręczy biodrowej i obecność kopyt wskazują na zachowanie zdolności poruszania się po lądzie.